# Bruninho (football, 2000)
Pour les articles homonymes, voir Bruninho.
Bruno Roberto Pereira da Silva dit Bruninho, né le 27 avril 2000 à Belo Horizonte au Brésil, est un footballeur brésilien qui évolue au poste de milieu offensif à l'EC Juventude, en prêt de l'Atlético Mineiro.

## Biographie

### Atlético Mineiro
Né à Belo Horizonte au Brésil, Bruninho est formé par l'Atlético Mineiro. C'est avec ce club qu'il fait ses débuts en professionnel, le 2 juin 2018 lors d'une rencontre de championnat face à Chapecoense. Il entre en jeu ce jour-là et les deux équipes se séparent sur un match nul riche en buts (3-3). Pour sa première saison il joue cinq matchs de championnat et un de coupe.
Il commence à se faire une place au sein de l'équipe professionnelle lors de la saison 2019. Bruninho inscrit son premier but en professionnel le 15 septembre 2019 contre le SC Internacional. Titulaire au poste de milieu offensif axial ce jour-là, son but ne suffit pas lors de ce match qui se solde par la défaite des siens (1-3).

### Sport Recife
En mars 2020 Bruninho est prêté jusqu'à la fin de l'année à Sport Recife.

### Vie personnelle
Le père de Bruninho est un ancien footballeur qui a lui aussi porté les couleurs de l'Atlético Mineiro.